# Hephocapalytirosises
Hephocapalytirosises ist der Name einer fiktiven tödlichen Krankheit. In Wirklichkeit handelt es sich um eine sinnlos aneinandergereihte Folge griechisch klingender Silben.
Der Begriff wurde am 13. April 1964 in einer Falschmeldung über den angeblichen Tod Nikita Chruschtschows infolge einer „akuten Hephocapalytirosises“ verwendet, die per Telex beim WDR in Köln einging. Von dort gelangte sie zur Deutschen Presseagentur und wurde als Eilmeldung an andere Pressedienste weiterverbreitet. In Moskau wurde der Bericht vom Direktor der sowjetischen Nachrichtenagentur TASS umgehend als Unfug dementiert, woraufhin er zurückgezogen wurde. Die englische Zeitung Daily Herald titelte am Folgetag Chruschtschow tot? Nein, er trinkt Wodka. Der Urheber der Falschmeldung blieb unbekannt, man geht von einem Scherz eines deutschen Journalisten aus. Aufgrund des Vorfalls wurde trotz einer offiziellen Entschuldigung das Moskauer DPA-Büro geschlossen und der Korrespondent ausgewiesen.